# 中国开渔节
中国开渔节是浙江省象山县每年9月举办的渔业节庆活动，用于庆祝伏季休渔结束和近海捕捞的开始，同时呼吁保护海洋、合理开发利用海洋。节庆主要活动位于石浦镇，由象山县人民政府主办，国家海洋局、农业部渔业局、国家旅游局、宁波市人民政府等部门支持，始于1998年，截至2012年已举办15届。除传统的渔民祭海仪式外，同时举行妈祖祭祀、中国海洋论坛、海洋保护志愿者活动等活动。

## 主要活动

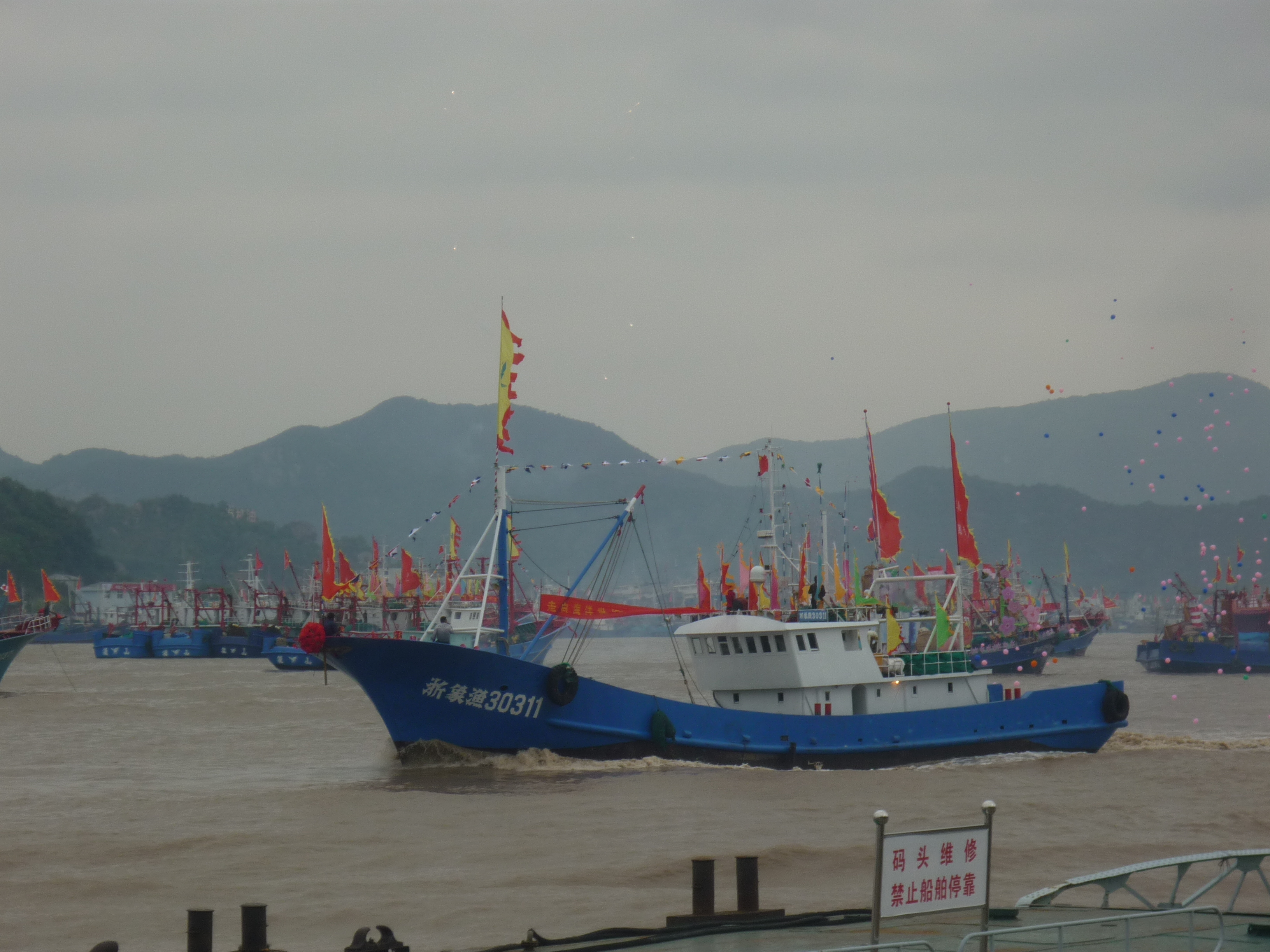
2012年中国开渔节开船仪式

每年的中国开渔节均具有一定的固定形式。主要的仪式有祭海仪式、开船仪式、蓝色海洋保护志愿者行动和妈祖巡安仪式。同时召开作为海洋经济和海洋事业发展专业论坛的中国海洋论坛，同时举办各种文化、经贸、旅游推介活动。